# Bagdad (province)
Pour l’article homonyme, voir Bagdad (homonymie).
La province de Bagdad (ou Baghdâd) est la plus petite des 19 provinces d'Irak (734 km²) par l'étendue, mais elle est la plus peuplée à cause de la ville de Bagdad capitale de la province et du Pays (6 400 400 habitants).

## Géographie
La province de Bagdad comprend la ville de Bagdad et quelques agglomérations voisines : Al-Mahmûdiya, Abû Ghrayb. c'est la région d'Irak la plus développée et la mieux pourvue en infrastructures. Bien qu'étant l'une des régions les plus surveillées, chaque jour contribue à apporter son lot d'attentats et de morts.
Il y a au moins 12 ponts qui permettent de passer d'une rive à l'autre du Tigre.

## Districts
| District     |           | Capitale     |           |
| ------------ | --------- | ------------ | --------- |
| Ar-Risafa    | الرصافة   | Ar-Risafa    | الرصافة   |
| Al-Azamiya   | الاعظمية  | Al-Azamiya   | الاعظمية  |
| Saddam       | صدام      | Saddam       | صدام      |
| Al-Karkh     | الكرخ     | Al-Karkh     | الكرخ     |
| Al-Kazimiya  | الكاظمية  | Al-Kazimiya  | الكاظمية  |
| Al-Mahmudiya | المحمودية | Al-Mahmudiya | المحمودية |
| Abu-Ghrayb   | ابو غريب  | Abu-Ghrayb   | ابو غريب  |
| Al-Madain    | المدائن   | Ctésiphon    | المدائن   |

### Sources
- (en) Cet article est partiellement ou en totalité issu de l’article de Wikipédia en anglais intitulé « Baghdad Governorate » (voir la liste des auteurs).